# Данилівка (Роздільнянський район)
Дани́лівка (у минулому — хутір Данилівка) — село в Україні, у Новоборисівській сільській громаді Роздільнянського району Одеської області. Населення становить 48 осіб.
До 17 липня 2020 року було підпорядковане Великомихайлівському району, який був ліквідований.

## Історія
Станом на 1 вересня 1946 року село було в складі Благоївської сільської Ради Цебриківського району.
На 1 травня 1967 року село входило до складу Петрівської сільської Ради.
Одеська обласна рада народних депутатів рішенням від 25 листопада 1991 року у Великомихайлівському районі утворила Першотравневу сільраду з центром в селі Першотравневе і сільській Раді підпорядкувала села Благоєве, Данилівка і Незаможник Петрівської сільради.

## Населення
Згідно з переписом 1989 року населення села становило 103 особи, з яких 45 чоловіків та 58 жінок.
За переписом населення 2001 року в селі мешкало 48 осіб.

### Мова
Розподіл населення за рідною мовою за даними перепису 2001 року:
| Мова       | Чисельність | Відсоток |
| ---------- | ----------- | -------- |
| українська | 18          | 37,50%   |
| російська  | 12          | 25,00%   |
| болгарська | 12          | 25,00%   |
| румунська  | 5           | 10,42%   |
| інші       | 1           | 2,08%    |
| Усього     | 48          | 100%     |

## Відомі мешканці

### Народились
- Варбанець Іван Михайлович — народний депутат України.